# Свердлов, Фёдор Давыдович
Фёдор Давыдович Свердло́в (1921, Харьков — 2002, Москва) — советский и российский военный историк. Доктор исторических наук, профессор.

## Биография
Фёдор Свердлов родился в 1921 году в Харькове, в семье рабочего. Еврей. Закончил артиллерийскую спецшколу, Ленинградское артиллерийское училище.
В начале Великой Отечественной войны был направлен на фронт командиром батареи в звании старшего лейтенанта. Впоследствии стал командиром стрелковой роты, стрелкового батальона. Летом 1942 года назначен офицером оперативного отдела штаба 16-й армии.
После окончания войны с отличием окончил Военную академию имени Фрунзе.
В 1952 году защитил диссертацию кандидата военных наук и приступил к работе в академии, где проработал до 1984 года. В 1979 году защитил диссертацию доктора исторических наук. С 1980 года — профессор кафедры оперативного искусства.
В 1953 году стал полковником.
С 1992 года — член правления Центра «Холокост».

## Награды
- Орден Красного Знамени (1944)
- Два ордена Отечественной войны первой степени (1945, 1985)
- Орден Отечественной войны второй степени (1943)
- Два ордена Красной Звезды (1943, 1955)
- Орден «За службу Родине в Вооружённых Силах СССР» третьей степени
- медали